# Mary Mills
Mary Mills, född 19 januari 1940, är en amerikansk golfspelare.
Mills hade en framgångsrik amatörkarriär då hon vann Mississippi Amateur Champion åtta år i rad mellan 1954 och 1961. Hon blev medlem på den amerikanska LPGA-touren 1962 och samma år utsågs hon till årets nykomling av tidningen Golf Digest. Hon vann totalt nio LPGA-tävlingar inklusive tre majorsegrar i US Womens Open 1963 och LPGA Championship 1964 och 1973. Segern i US Womens Open 1963 var även hennes första seger i en proffstävling.
Hon spelade på touren i 18 år och arbetar numera som banarkitekt och golfinstruktör inom LPGA Teaching Division. 
| Majorsegrare genom tiderna                                                                                  |                |            |            |               |
| 100 olika spelare har vunnit i damernas majortävlingar. Mary Mills var den 27:e spelaren som vann en major. |                |            |            |               |
| 1:a | 26:e           | 27:e       | 28:e       | 100:e         |
| Mrs. Lee Mida                                                                                               | Marilynn Smith | Mary Mills | Carol Mann | Paula Creamer |
| Lista över golfens majorsegrare                                                                             |                |            |            |               |